# Томас и другари: Дан дизела
Томас и другари: Дан дизела (енгл. Thomas & Friends: Day of the Diesels) британско је рачунарски-анимирана авантуристички филм из 2011. у продукцији Nitrogen Studios и дистрибуцији HIT Entertainment. То је филм Томас и другари у франшизи. У филму глуме Мартин Шерман, Жул де Џонг, Вилијам Хоуп, Гленн Ваге, Дејвид Бедела, Кит Викам, Тереза Галагер, Бен Смол, Кери Шејл, Мајкл Брендон, Мет Вилкинсон и Руперта Дега.